# Obrządek pogrzebowy

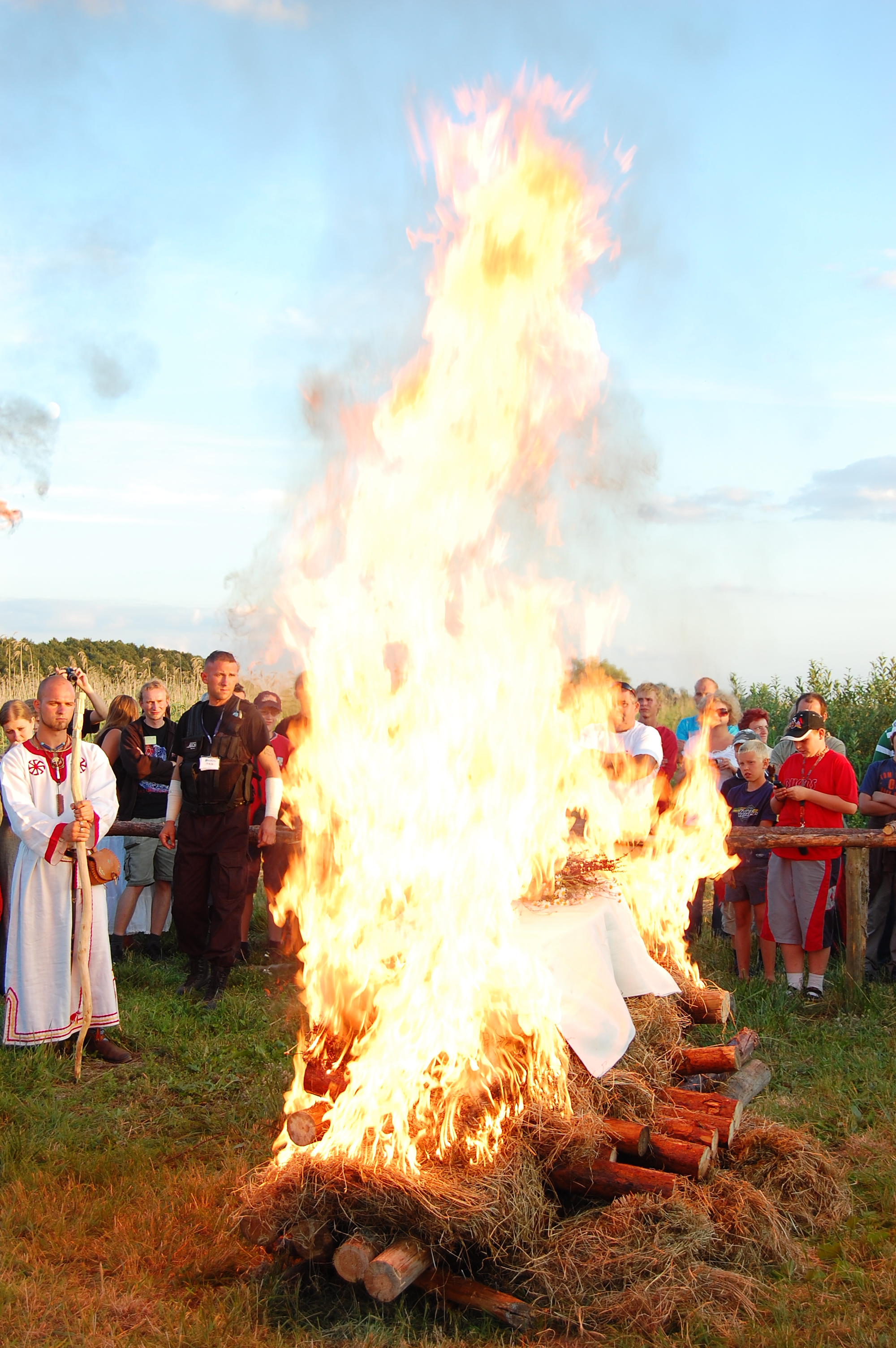
Pochówek ciałopalny

Obrządek pogrzebowy – zespół wierzeń i praktyk związanych z chowaniem zmarłych.
W zależności od zwyczajów panujących w poszczególnych kulturach stosowano obrządek szkieletowy lub ciałopalny. Wśród grobów szkieletowych występują groby płaskie i pod nasypami kurhanowymi. Spotyka się również pochówki w obstawach kamiennych. W obrządku ciałopalnym szczątki zmarłego i resztki stosu, na którym zwłoki zostały spalone, składano do popielnic lub bezpośrednio do jamy grobowej albo też rozpraszano na powierzchni cmentarza. W grobach spotyka się też wyposażenie zmarłego w postaci darów grobowych. Rodzaj obrządku pogrzebowego i wyposażenia pozwala ocenić pozycję społeczną zmarłego i stanowi źródło wiedzy o panujących wówczas wierzeniach.